# Estadio Olímpico sección 24
Estadio Olímpico sección 24 es un estadio ubicado en la ciudad de Salamanca, en el estado mexicano de Guanajuato. Fue el estadio de Petroleros de Salamanca, un equipo de la Primera división 'A' mexicana,  y desde 2023 es el campo del equipo Petroleros de Salamanca antes Catedráticos Elite, de la Segunda División de México.
El estadio fue abierto en 1951, aunque en un principio era utilizado especialmente para eventos deportivos relacionados con la industria petrolera de la ciudad, ya que los equipos locales que participaban en las ligas mexicanas utilizaban el Estadio El Molinito, el cual se encuentra en el centro de Salamanca.
En 2004 el Olímpico se convirtió en la sede del equipo Trotamundos Salamanca de la por entonces llamada Primera División 'A', en 2005 el equipo pasó a llamarse Petroleros de Salamanca. Un año más tarde el equipo local llegó a la final de la liga, la cual perdió contra el Puebla, sin embargo, con este hecho se iniciaron planes para ampliar el estadio.
El proyecto contemplaba que el estadio sería ampliado para que el equipo pudiera ascender a la Primera División de México, actualmente cuenta con una capacidad de 15 000 personas y se pensaba llegar a un aforo para 25 000, sin embargo el equipo no logró ganar la final, posteriormente el equipo fue vendido a los Reboceros De La Piedad, por lo que el proyecto de ampliación quedó sin cumplirse.
Tras el abandono de los Petroleros de Salamanca, el estadio volvió a ser utilizado principalmente para eventos locales, en 2022 el Sección 24 volvió a ser sede de un equipo de fútbol cuando el Club de Fútbol Salamanca lo eligió como su sede para sus partidos en la Tercera División de México. Posteriormente, en enero de 2023 el fútbol profesional volvió al estadio de la mano del equipo Catedráticos Elite que se mudó a Salamanca para jugar en la Segunda División de México.